# Volumetric Interpolated Breath-hold Examination
Volumetric Interpolated Breath-hold Examination (VIBE) は、MRIの撮像シークエンス名。最初は息止め3D検査を目的として開発された。

## 特徴
パルスシークエンスの種類はグラディエントエコー法。造影検査を目的としたT1強調画像検査に用いられる。薄いスライス、高いSNR、連続スライス、等方向ボクセルという特徴を持っている。乳房や腹部内臓、頚椎などの撮像に利用される。